# Deutscher Tennis Bund
Der Deutsche Tennis Bund e. V. (DTB) ist die Dachorganisation für alle deutschen Verbände und Vereine im Tennissport. Der in Hamburg ansässige Verband ist mit rund 1,4 Millionen Mitgliedern der mitgliederstärkste Tennisverband der Welt und der drittgrößte Sportverband in Deutschland.
Der Verband wurde am 19. Mai 1902 als Deutscher Lawn Tennis Bund (DLTB) in Berlin gegründet, als sich 22 Clubs mit rund 2500 Mitgliedern unter einem Dachverband organisierten.
Der DTB ist in 17 Landesverbände unterteilt. Die Mitglieder sind in nahezu 9.000 Tennisvereinen im ganzen Bundesgebiet organisiert, denen insgesamt etwa 46.000 Tennisplätze zur Verfügung stehen.
Der DTB ist Lizenzinhaber des ATP-World-Tour-500-Turnier am Hamburger Rothenbaum (Tennisstadion am Rothenbaum), das seit 2019 von der MatchMaker Sports GmbH um Turnierdirektorin Sandra Reichel und ihrem Vater Peter-Michael Reichel veranstaltet wird. 2021 fand am Rothenbaum erstmals seit 19 Jahren wieder ein WTA-Turnier statt. 2022 wurden die Hamburg European Open erstmals seit 1978 zum kombinierten Damen- und Herrenturnier.

## Aufgaben und Ziele
Laut Satzung will der DTB
- den Tennissport fördern und seine Interessen wahren und Öffentlichkeitsarbeit leisten.
- den deutschen Tennissport im In- und Ausland, insbesondere in nationalen und internationalen Sportorganisationen vertreten, alle damit in Zusammenhang stehenden Fragen zum Wohle seiner Mitglieder regeln und sich zu diesem Zwecke nationalen und internationalen Sportorganisationen anschließen.
- Auswahlmannschaften in den verschiedenen Altersklassen bilden und mit ihnen an internationalen Wettbewerben teilnehmen sowie die Vorbereitung und Durchführung dieser Wettbewerbe organisieren.
- die Zulassung von Trainern, Übungsleitern und Schiedsrichtern sowie deren Aus-, Fort- und Weiterbildung bundeseinheitlich regeln und fördern.
- den Spitzensport, den Jugend- und Nachwuchssport sowie den Freizeit- und Breitensport – auch im Bereich des Behindertensports –  fördern.

## Gliederung
Der Deutschen Tennis Bund besteht aus 17 Landesverbänden.
| Verband                                | Kürzel | Mitglieder | Vereine | Plätze | Bundesland             |
| -------------------------------------- | ------ | ---------- | ------- | ------ | ---------------------- |
| Badischer Tennisverband                | BTV    | 109.617    | 690     | 3.477  | Baden-Württemberg      |
| Württembergischer Tennis-Bund          | WTB    | 163.926    | 999     | 5.350  | Baden-Württemberg      |
| Bayerischer Tennis-Verband             | BTV    | 302.952    | 1.981   | 9.483  | Bayern                 |
| Tennis-Verband Berlin-Brandenburg      | TVBB   | 43.180     | 189     | 1.203  | Berlin / Brandenburg   |
| Hamburger Tennis-Verband               | HTV    | 36.359     | 84      | 880    | Hamburg                |
| Hessischer Tennis-Verband              | HTV    | 121.693    | 726     | 3.623  | Hessen                 |
| Tennisverband Mecklenburg-Vorpommern   | TMV    | 4.199      | 39      | 223    | Mecklenburg-Vorpommern |
| Tennisverband Mittelrhein              | TVM    | 77.402     | 359     | 2.171  | Nordrhein-Westfalen    |
| Tennis-Verband Niederrhein             | TVN    | 95.024     | 416     | 2.873  | Nordrhein-Westfalen    |
| Westfälischer Tennis-Verband           | WTV    | 127.327    | 779     | 4.440  | Nordrhein-Westfalen    |
| Tennisverband Niedersachsen-Bremen (F) | TNB    | 134.834    | 1.104   | 5.566  | Niedersachsen / Bremen |
| Tennisverband Rheinland-Pfalz          | TRP    | 79.401     | 669     | 2.821  | Rheinland-Pfalz        |
| Saarländischer Tennisbund              | STB    | 21.780     | 160     | 792    | Saarland               |
| Sächsischer Tennis Verband             | STV    | 12.142     | 140     | 638    | Sachsen                |
| Tennisverband Sachsen-Anhalt           | TSA    | 5.450      | 76      | 351    | Sachsen-Anhalt         |
| Tennisverband Schleswig-Holstein       | TSH    | 41.703     | 317     | 1.693  | Schleswig-Holstein     |
| Thüringer Tennis-Verband               | TTV    | 5.835      | 66      | 273    | Thüringen              |

Stand: 1. Februar 2022
(F) Bei der Mitgliederversammlung des Tennisverbandes Nordwest (TVNW) am 22. März 2012 in Bremen wurde ein Kooperationsvertrag mit dem Niedersächsischen Tennisverband (NTV) unterzeichnet, der in den folgenden Jahren zu einer Fusion der beiden norddeutschen Landesverbände zu einem Landesverband mit Namen Tennisverband Niedersachsen-Bremen führen sollte. Die Fusion wurde zum 1. Januar 2018 vollzogen.

## Geschichte
Die ersten deutschen Tennisclubs entstanden um 1880. Die Forderung nach einem gesamtdeutschen Tennisverband wurde mit der Anzahl der Neugründungen von Tennisclubs und ersten Turnieren in Deutschland immer stärker. Anlässlich des Berliner Pfingstturniers fand im Berliner Palasthotel am 19. Mai 1902 ein Treffen von Männern statt, um die Gründungsurkunde des Deutschen Lawn-Tennis-Bund zu unterzeichnen. Zu ihnen gehörten: für Hamburg Carl August von der Meden, für Leipzig die Herren Gulden und Hillig, für Danzig die Herren Fritz Schlepps und Gelhorn, für München die Herren Rudolph Pummerer und Stahlmann, für Mannheim Dr. Hessen, für Braunschweig Emil Bartels und für Berlin die Herren Karl von Jecklin und Brüggemann. Anschließend wurde von der Meden zum ersten Präsidenten, Robert Freiherr von Fichard (Staßburg) und von Jecklin zu Vizepräsidenten, der Accessor Brüggemann zum Schriftführer und Dr. Oechselhäuser zum Schatzmeister gewählt. Sitz des DTB wurde Berlin.

### Von der Gründung bis 1933
In den ersten Jahren des 20. Jahrhunderts sorgte vor allem Otto Froitzheim für Aufsehen. Die Entwicklung des deutschen Tennis war bis zum Ersten Weltkrieg vielversprechend gelaufen. Im Frühsommer 1919 machte sich der Lawn Tennis und Turnierclub Berlin daran, das organisierte Tennisspiel wieder zum Leben zu erwecken. 1920 hielt der Verband seine erste Mitgliederversammlung seit 1914 ab. Im selben Jahr strich die Föderation den Begriff Lawn aus dem Namen. Erst gegen Mitte der 1920er Jahre, nach dem Abklingen der Inflation, erholte sich der Sport vollends. 1924 traten 39 Vereine dem Deutschen Tennis Bund bei und erhöhten die Gesamtzahl auf 317 bei 42.000 Spielern. Der DTB wurde erst 1926 wieder in die International Lawn Tennis Federation (ILTF) aufgenommen.
Die 1930er Jahre läuteten den ersten „Boom“ ein. 1931 gehörten 1130 Clubs und etwa 90.000 Spieler dem Verband an. Gottfried von Cramm, Henner Henkel, Hans Nüsslein, Hilde Sperling-Krahwinkel und Cilly Aussem sorgten auf internationaler Ebene für Aufsehen. „Baron“ Gottfried von Cramm gewann zweimal die Internationalen Meisterschaften von Frankreich. In Wimbledon verpasste er bei seinen drei Endspielteilnahmen knapp den großen Triumph. Nach Boris Becker ist er damit der beste deutsche Spieler aller Zeiten. Was Gottfried von Cramm verwehrt blieb, gelang Cilly Aussem. Die gebürtige Kölnerin wurde die erste deutsche Wimbledonsiegerin. Nach Cilly Aussem und Henner Henkel, der es bis auf Position drei der Weltrangliste schaffte, benannte der Deutsche Tennis Bund seine Junioren-Mannschaftswettbewerbe (Henner Henkel-Spiele, Cilly Außem-Spiele).

### Zeit des Nationalsozialismus
In der Zeit des Nationalsozialismus war auch der Deutsche Tennis Bund von der Gleichschaltung aller Vereine betroffen.
Im April 1933 verfügte der Vorstand des DTB kurz nach der „Machtergreifung“ Adolf Hitlers in Deutschland den Ausschluss aller „nichtarischen“ Mitglieder und deren Sperrung für internationale Turniere. Jüdisch-deutsche Spitzenspieler wie Daniel Prenn oder Ilse Friedleben flüchteten ins Exil, Nelly Neppach wurde in den Selbstmord getrieben. In einer letzten Sitzung am 18. Februar 1934 wurde im Charlottenburger Rathaus die Auflösung des Deutschen Tennis Bundes auf Veranlassung des Reichssportführers von Tschammer und Osten beschlossen.
Gottfried von Cramm stand 1934 im Finale der French Open. Dort wehrte er gegen seinen Rivalen, den Weltranglistenersten und Titelverteidiger Jack Crawford aus Australien, beim Stand von 4:5 im vierten Satz einen Matchball ab und drehte das Spiel noch um. Er gewann mit 6:4, 7:9, 3:6, 7:5 und 6:3 erstmals die French Open.
1936 gewann Gottfried von Cramm erneut in Paris (6:0, 2:6, 6:2, 2:6 und 6:0 gegen Fred Perry), konnte aber Wochen später im Wimbledon-Finale gegen denselben Briten nicht überzeugen. Er verlor mit 1:6, 1:6 und 0:6 nach nur 40 Minuten wegen einer Muskelzerrung im Oberschenkel. Der Deutsche gab seine Verletzung erst Stunden später zu und wurde somit für die Engländer zum würdevollen Verlierer. Von Cramm verlor auch 1937 das Finale mit 3:6, 4:6 und 2:6 in 65 Minuten gegen den US-Amerikaner Donald Budge. Im selben Jahr ging er im Auftrag des Deutschen Tennis-Bundes mit anderen Spitzenspielern per Schiff auf eine 200-tägige Weltreise und spielte Turniere in den USA, Japan, Indonesien und Australien.

### Nachkriegszeit und Wiederaufbau

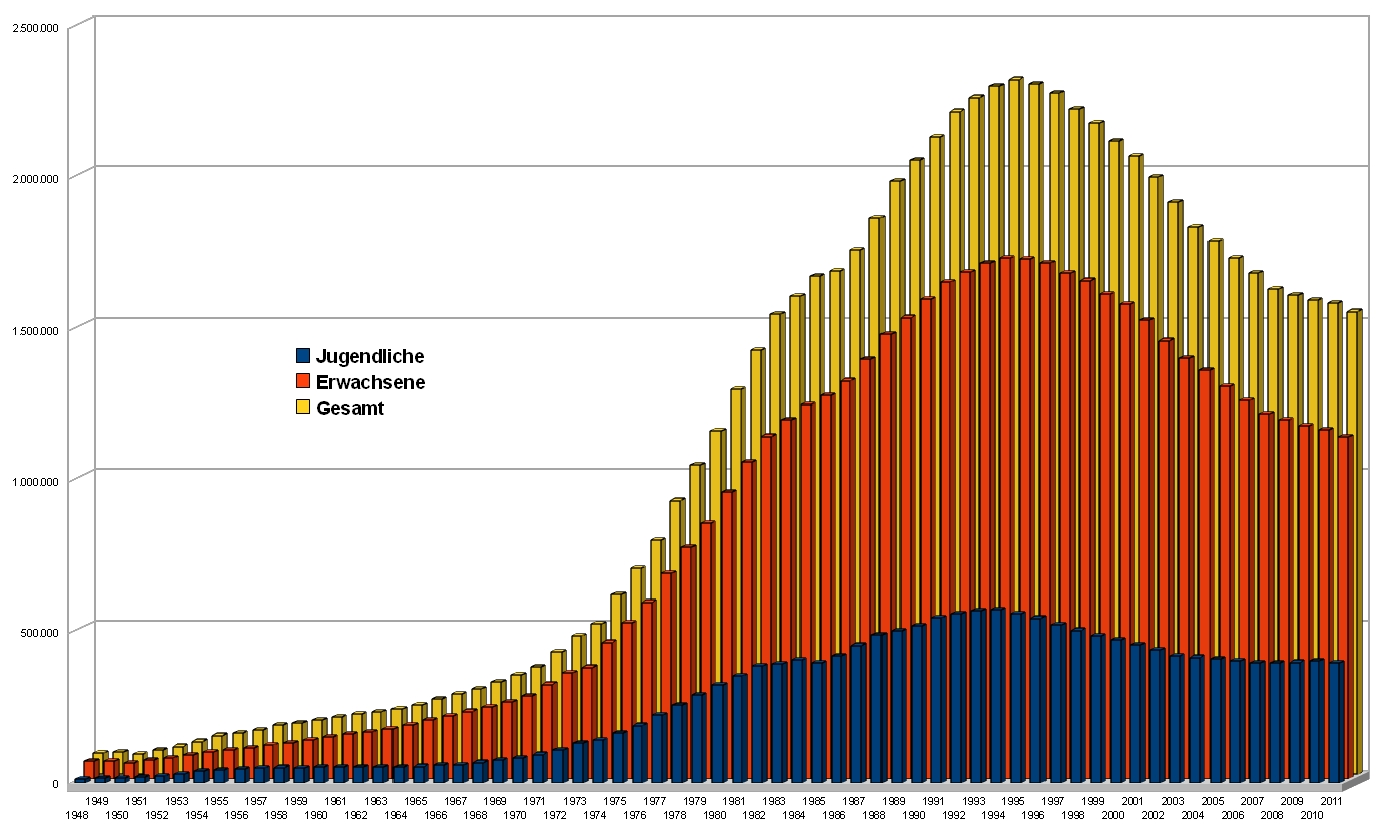
Mitgliederentwicklung im DTB 1948–2011

1948 wurde der Verband unter dem Namen Deutscher Tennis Bund (DTB) neugegründet. Gottfried von Cramm war einer der Mitbegründer, und 1950 sorgte sein Engagement maßgeblich dafür, dass der DTB wieder in den Internationalen Tennisverband (ITF) aufgenommen wurde. Trotz der schwierigen Situation entwickelte sich der Tennissport mit steigenden Mitgliederzahlen in den Vereinen positiv.
1952 erhielt der Deutsche Tennis Bund eine neue Verfassung. Die Neuerung bestand darin, dass sich der DTB nicht mehr als Verband der Vereine, sondern als Verband der Landesverbände sah. Der Grund war die schnell gestiegene Mitgliederzahl: Die seinerzeit 15 Landesverbände verfügten über mehr als 800 Vereine mit rund 80.000 Mitgliedern.
Am Hamburger Rothenbaum wurde Gottfried von Cramm am 7. August 1955 zum letzten Mal deutscher Tennismeister im Doppel mit seinem US-amerikanischen Partner Budge Patty. Er spielte zwischen 1932 und 1953 insgesamt 102 Davis-Cup-Matches im Einzel und Doppel (82 Siege) und gewann insgesamt 27 deutsche Titel. In den 60er Jahren trat Wilhelm Bungert ins Rampenlicht, sein weibliches Pendant hieß Helga Masthoff. In 56 Federation-Cup-Matches vertrat sie den Deutschen Tennis Bund. 38-mal verließ sie den Platz als Siegerin, ebenfalls ein Rekordwert.

### Die goldenen Jahre – Tennisboom
Anfang der 80er Jahre übersprang die Mitgliederzahl in den Vereinen die Millionengrenze und verdoppelte sich in nur zehn Jahren auf über zwei Millionen.
Sylvia Hanika gewann 1982 als erste Deutsche das Masters. Ihre beste Weltranglistenposition war Platz fünf.
Drei Jahre später, am 7. Juli 1985, brach in Deutschland endgültig das Tennisfieber aus, als der 17-jährige Boris Becker den Titel in Wimbledon gewann. Im Finale schlug der Überraschungsfinalist den Südafrikaner Kevin Curren in vier Sätzen. In Deutschland verfolgten 11,19 Millionen Menschen (31 Prozent Einschaltquote) an den Fernsehgeräten den Triumphzug des bis dahin jüngsten Wimbledonsiegers. Zwei weitere Titel und drei Finalteilnahmen folgten. Im Jahre 1991 stand Becker an der Spitze der Weltrangliste und erreichte erneut das Finale in Wimbledon. Dort unterlag er Michael Stich, der damit seinen ersten und einzigen Grand-Slam-Titel gewann. Im Jahre 1992 holten sich die beiden gemeinsam die olympische Goldmedaille in Barcelona. 1989 besiegte Deutschland wieder das schwedische Team, diesmal 3:2. 1993 führte Michael Stich das Davis-Cup-Team an und holte den Cup zum dritten und bislang letzten Mal nach Deutschland.
Auch die deutschen Damen dominierten die internationale Konkurrenz. Steffi Graf übertraf alle vorherigen Rekorde. Zwischen 1986 und 1999 gewann sie 107 Einzeltitel. Acht Jahre lang beendete sie die Saison als Nummer eins der Weltrangliste, die sie 377 Wochen lang anführte. Im Jahre 1988 krönte sie ihre Karriere mit dem „Golden Slam“, den Siegen bei allen vier Grand-Slam-Turnieren und den Olympischen Spielen von Seoul. Sie wurde damit die erfolgreichste Tennisspielerin aller Zeiten. 1987 führten Steffi Graf und Claudia Kohde-Kilsch als Einzelspielerinnen das deutsche Federation-Cup-Team in Vancouver zu einem Sieg gegen Titelverteidiger USA. 1992 gewann das deutsche Team mit Steffi Graf, Anke Huber, Sabine Hack und Barbara Rittner zum zweiten Mal den Federation Cup. Unter Führung von Klaus Hofsäss gelang in Frankfurt am Main der Finalsieg gegen Spanien. 1999 verkündete sie ihren endgültigen Rücktritt vom aktiven Tennissport und wurde offiziell verabschiedet während des Masters im New Yorker Madison Square Garden.
Die folgende Grafik zeigt die Entwicklung der Mitgliederzahlen in den Landesverbänden 1982–2011.

### Das 21. Jahrhundert

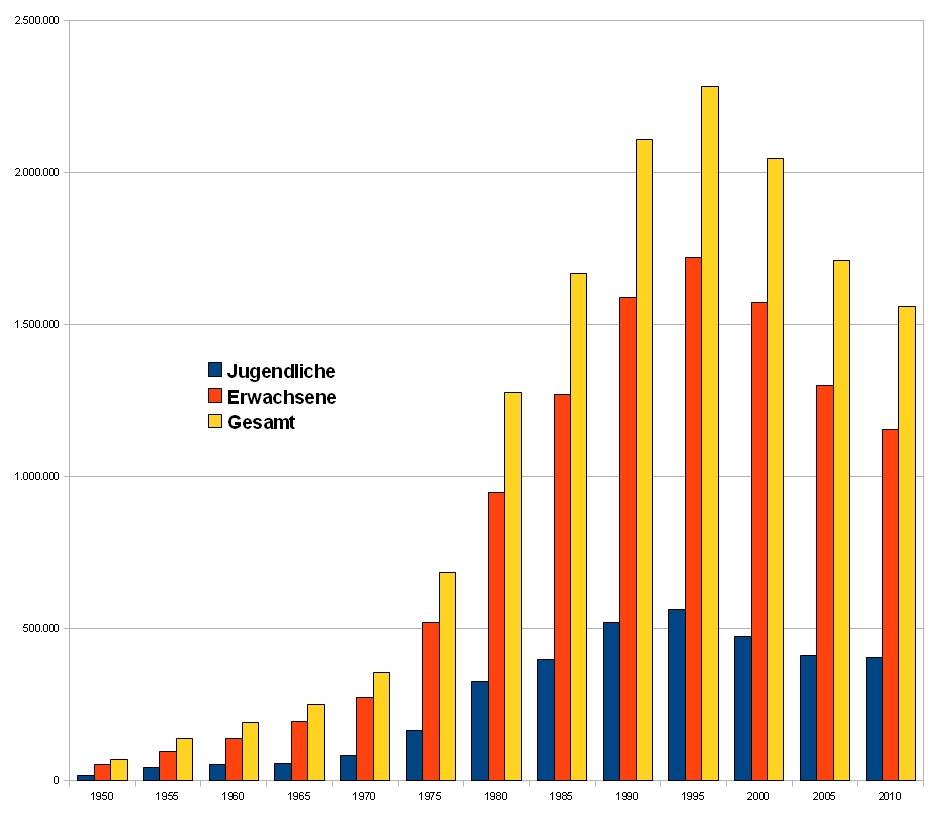
Mitglieder 1950–2010 (5-Jahresschritte)

Die neuen Topspieler in Deutschland hießen nun Nicolas Kiefer und Tommy Haas – beide spielten sich unter die Top Ten der Weltrangliste. Tommy Haas rangierte im Jahr 2002 sogar an Position zwei der Weltrangliste. Insgesamt konnte der Hamburger 15 ATP-Turniere gewinnen und über 13 Mio. US-Dollar Preisgeld einspielen. Nicolas Kiefer erreichte im Jahr 2000 Position vier der Weltrangliste und gewann bis zu seinem Karriereende sechs Einzeltitel und 7,5 Mio. US-Dollar Preisgeld. Einer seiner größten Erfolge war der Gewinn der Silbermedaille im Doppel an der Seite von Rainer Schüttler bei den Olympischen Spielen 2004 in Athen. Nach der verletzungsbedingten Absage von Philipp Kohlschreiber vertrat Kiefer im Jahr 2008 ein weiteres Mal mit Rainer Schüttler Deutschland bei den Olympischen Spielen in Peking. Rainer Schüttler überzeugte im Jahr 2003 bei den Australian Open. Der Korbacher erreichte das Finale und spielte sich unter die Top Ten der Weltrangliste. Danach rutschte Schüttler zeitweise bis auf Platz 150 der Weltrangliste ab. Im Jahr 2008 erreichte er als ungesetzter Spieler in Wimbledon das Halbfinale.
Die Ära der goldenen Generation im deutschen Damentennis
In den folgenden Jahren waren es die Damen, die das deutsche Tennis in der Weltspitze vertraten. 2013 erreichte Sabine Lisicki als erste deutsche Spielerin seit Steffi Graf 1999 das Finale von Wimbledon, ihr folgte Angelique Kerber mit ihren Turniersiegen bei den Australian Open, den US Open und in Wimbledon zwischen 2016 und 2018. Im September 2016 gelang Kerber zudem der Sprung auf Platz eins der Weltrangliste. Im selben Jahr gewann sie bei den Olympischen Spielen in Rio die Silbermedaille. Auch Andrea Petković und Julia Görges schafften es bei den Grand-Slam-Turnieren zumindest bis ins Halbfinale.
Zverev, der Ausnahmespieler
2014 begann Alexander Zverev auf der Profitour zu spielen. 2016 holte sich der damals 19-Jährige als jüngster deutscher Spieler seit Boris Becker in St. Petersburg seinen ersten Titel auf der ATP Tour, 2017 war er bereits die Nummer drei der Welt. Nach einem Sieg gegen den Weltranglistenersten Novak Đoković wurde Zverev 2018 erstmals ATP-Weltmeister – der jüngste seit Đoković 2008. In seiner bisherigen Profilaufbahn konnte Zverev insgesamt 19 ATP-Turniere (davon fünf ATP Masters) gewinnen – ein Titel bei einem Grand-Slam-Turnier blieb ihm bislang jedoch verwehrt.
2020 erreichte Zverev das Finale bei den US Open, wo er dem Österreicher Dominic Thiem unterlag. Zuvor war Zverev im Halbfinale der Australian Open gegen den Österreicher ausgeschieden. 2021 erreichte er in Roland Garros und bei den US Open das Halbfinale. Bei den Olympischen Spielen in Tokio holte er sich als erster deutscher Spieler die Goldmedaille im Einzelwettbewerb und beendete die Saison zum zweiten Mal nach 2018 als ATP-Weltmeister.
DTB verzeichnet wieder steigende Mitgliederzahlen
Die Erfolge der deutschen Tennisspieler wirkten sich 2021 auch auf die Mitgliederzahlen des Deutschen Tennis Bundes aus. Zum ersten Mal seit 1995 verzeichnet der DTB wieder steigende Mitgliederzahlen. Während 2020 noch 1.366.137 Menschen einem Tennisverein angehörten, ist die Zahl der tennisspielenden Vereinsmitglieder – trotz Corona-Pandemie und sinkender Mitgliederzahlen im DOSB – um rund 17.000 gestiegen.

### Präsidenten
| Jahr      | Name                          |
| --------- | ----------------------------- |
| 1902–1911 | Carl August von der Meden     |
| 1911–1925 | Emil Bartels                  |
| 1925–1934 | Gerhard Weber                 |
| 1934–1937 | Wilhelm Schomburgk            |
| 1937–1945 | Erich Schönborn               |
| 1949–1951 | Richard Stephanus             |
| 1951–1952 | Max Stahl                     |
| 1952–1958 | Jost Henkel                   |
| 1958–1967 | Franz Helmis                  |
| 1967–1973 | Fritz Kütemeyer               |
| 1973–1975 | Eduard H. Dörrenberg          |
| 1975–1985 | Walther Rosenthal             |
| 1985–1999 | Claus Stauder                 |
| 1999      | Karl Weber                    |
| 1999–2011 | Georg Freiherr von Waldenfels |
| 2011–2014 | Karl-Georg Altenburg          |
| 2014–2021 | Ulrich Klaus                  |
| seit 2021 | Dietloff von Arnim            |

Im Rahmen einer Strukturreform des Deutschen Tennis-Bunds wurden 2024 Vorstände berufen. Diese werden vom Präsidium, das nun als Aufsichtsrat fungiert, berufen.

### Die Vorstandsvorsitzenden
| Zeitraum | Vorstand                        |
| -------- | ------------------------------- |
| 2024–    | Veronika Rücker und Peter Mayer |

## Wettbewerbe
Jedes Jahr finden in Deutschland die nationalen deutschen Meisterschaften statt, bei denen deutsche Tennisspieler um Titel kämpfen. Dabei handelt es sich allerdings nicht nur um die bekannten internationalen Spitzenspieler bei den allseits bekannten Großveranstaltungen, sondern auch um Nachwuchstalente, Jungsenioren und Senioren, die nur selten im Rampenlicht stehen. Um dem deutschen und internationalen Nachwuchs eine Serie von Tennisturnieren anzubieten, wurden 2010 die wichtigsten internationalen Turniere zur German Masters Series zusammengefasst.
Die deutschen Heimspiele des Billie Jean King Cup (bis 1995 Federation Cup, bis 2020 Fed Cup), des wichtigsten Wettbewerbs für Nationalmannschaften im Damentennis, und des Davis Cup, des bekanntesten Wettbewerbs für Nationalmannschaften im Herrentennis, werden vom Deutschen Tennis Bund ausgerichtet.